# Trentepohlia (Neomongoma) disjuncta
Trentepohlia (Neomongoma) disjuncta is een tweevleugelige uit de familie steltmuggen (Limoniidae). De soort komt voor in het Neotropisch gebied.